# Luis Carlos Guedes Pinto
Luis Carlos Guedes Pinto (Vera Cruz, 29 de março de 1942) é um engenheiro agrônomo brasileiro pela Escola Superior de Agricultura Luiz de Queiroz (ESALQ), em 1965, com doutorado em 1983. Foi 13.º presidente da Companhia Nacional de Abastecimento de janeiro de 2003 até dezembro de 2004, quando foi substituído por Jacinto  Foi ministro da Agricultura no governo de Luiz Inácio Lula da Silva, de 3 de julho de 2006 a 22 de março de 2007.